# Kantje

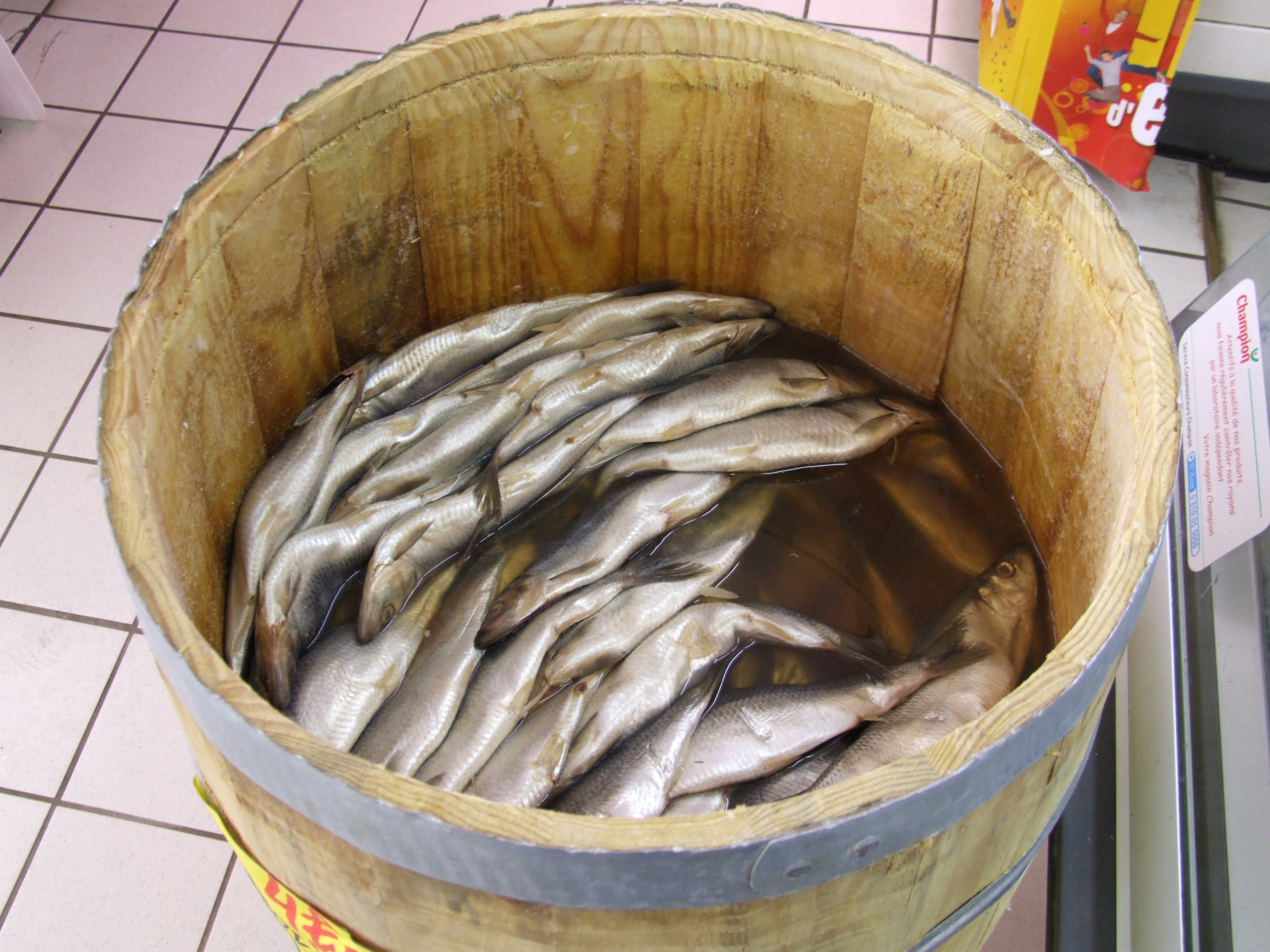
Kantje sind Fässer, in denen Heringe in Salz eingelegt wurden

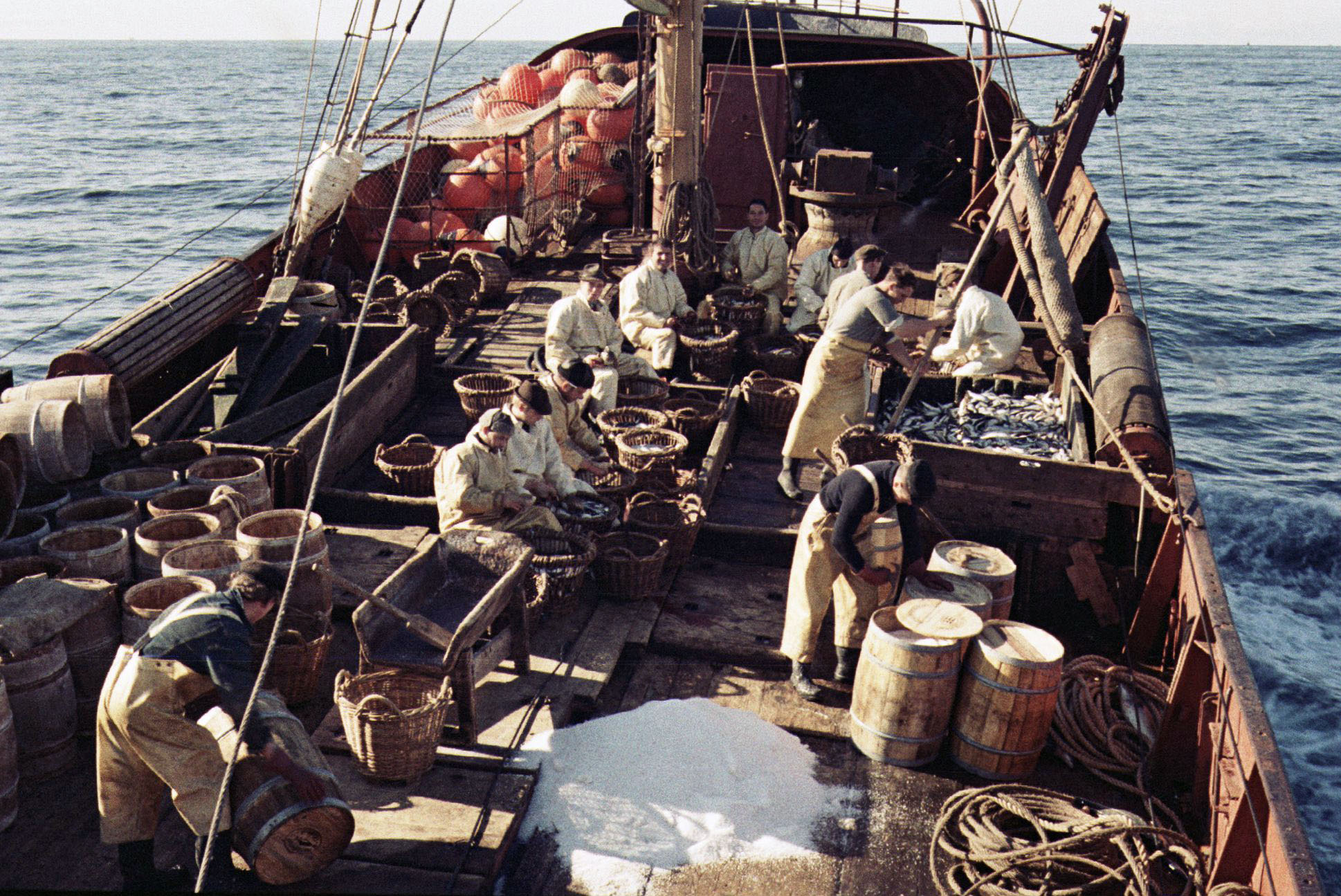
Die fangfrischen Heringe werden an Bord geschlachtet (gekehlt), gesalzen und in Fässern gelagert

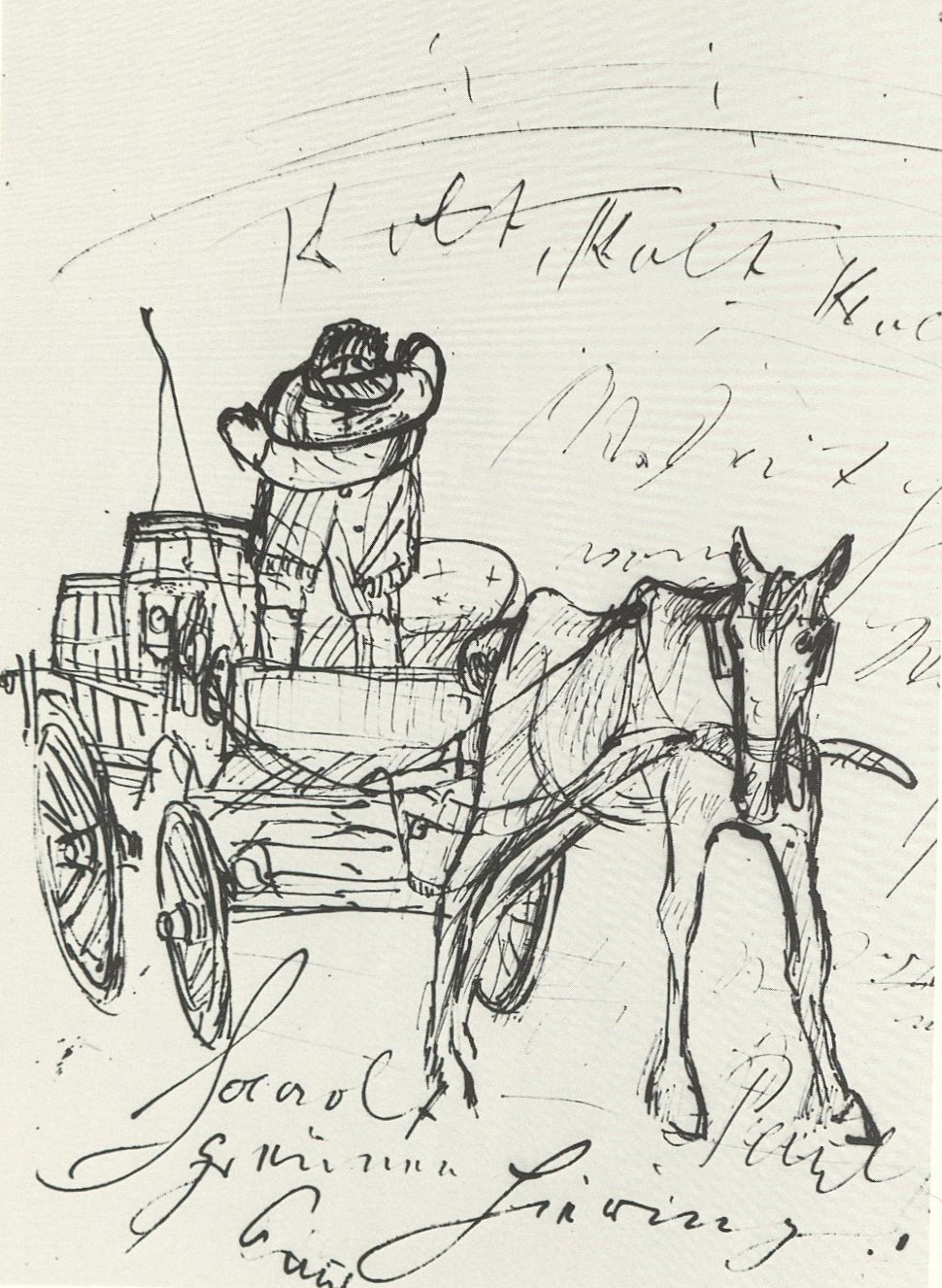
Paul Holz Heringsverkäufer (1936)

Kantje ist die Bezeichnung für ein Heringsfass.
Es handelt sich dabei außerdem um eine Maßeinheit, die in der holländischen und deutschen Loggerfischerei des 19. und 20. Jahrhunderts, vor allem für Heringe, verwendet wurde. Sie bezog sich auf die an Bord übliche Fassgröße für Salzheringe und leichter gesalzene Matjesheringe. Ein Fass enthielt je nach Größe ungefähr 800–1000 Heringe.
Der Umrechnungsfaktor für Kantje in Kilogramm ist weit umstritten. Das niederländische Institut für Fischereiforschung, RIVO (Netherlands Institute for Fisheries Research), legt einen Durchschnittswert von 90 kg für ein Kantje fest, wobei der International Council for the Exploration of the Sea für die Niederlande und Deutschland einen Wert von 100 kg festlegte.
Das Buch von J. M. Verhoeff über ältere niederländische Maß- und Gewichtseinheiten, geschrieben für die Königlich Niederländische Akademie der Wissenschaften definiert, dass ein Kantje 94 kg entspricht, an Land in Fässern gepackt jedoch 100 kg. Laut dieser wissenschaftlichen Quellen variieren die Zahlen für ein Kantje also zwischen 94 kg und 100 kg.
Weitere Erläuterungen über den Umrechnungsfaktor von einem Kantje liefern zwei niederländische Zeitungsartikel über die Heringsfischerei-Unternehmen Parlevliet & Van der Plas und Jaczon. Diese sprechen ebenfalls von 100 kg für ein Kantje, wobei die Liste seemännischer Fachwörter wiederum von 94 kg für ein Kantje spricht.